# Kari Traa
Kari Traa (ur. 28 stycznia 1974 w Voss) – norweska narciarka, specjalistka narciarstwa dowolnego, specjalizująca się w jeździe po muldach, trzykrotna medalistka olimpijska, wielokrotna medalistka mistrzostw świata i trzykrotna zdobywczyni Pucharu Świata. Założycielka marki modowej Kari Traa, producenta odzieży sportowej dla kobiet.

## Kariera
Na igrzyskach startowała czterokrotnie (1992, 1998, 2002 i 2006). Na swoich pierwszych igrzyskach w Albertville zajęła dość odległe 14. miejsce. W starcie na igrzyskach w Lillehammer przeszkodziła jej kontuzja. Na igrzyskach w Nagano pierwszy raz stanęła na olimpijskim podium zdobywając brązowy medal w jeździe po muldach. Cztery lata później, na igrzyskach w Salt Lake City wywalczyła złoty medal. Jej ostatnim startem olimpijskim był występ w jeździe po muldach na igrzyskach w Turynie, gdzie wywalczyła srebrny medal, ulegając jedynie Jennifer Heil z Kanady.
Kari Traa jest także czterokrotną mistrzynią świata i trzykrotną wicemistrzynią świata w narciarstwie dowolnym. Na mistrzostwach świata w Meiringen zdobyła srebrne medale w jeździe po muldach i jeździe po muldach podwójnych. Dwa lata później, na mistrzostwach w Whistler została podwójną mistrzynią świata w tych samych konkurencjach. Oba mistrzowskie tytuły obroniła na mistrzostwach w amerykańskim Deer Valley w 2003 r. Ostatni medal mistrzostw świata zdobyła podczas mistrzostw w Ruka w 2005 r., kiedy to zdobyła srebrny medal w jeździe po muldach podwójnych.
Najlepsze wyniki w Pucharze Świata osiągnęła w sezonie 2001/2002, kiedy to triumfowała w klasyfikacji generalnej, w klasyfikacji jazdy po muldach zdobyła Małą Kryształową Kulę, a w klasyfikacji muld podwójnych była druga. Rok później ponownie zwyciężyła w klasyfikacji generalnej, w jeździe po muldach była druga, a w muldach podwójnych była trzecia. Trzecią Kryształową Kulę zdobyła w sezonie 2003/2004, zajmując też drugie miejsce w jeździe po muldach. W sezonie 2000/2001 była druga w klasyfikacji generalnej, a w klasyfikacji jazdy po muldach była najlepsza. Ponadto w sezonach 1997/1998 i 1999/2000 była najlepsza w klasyfikacji jazdy po muldach podwójnych, a w sezonach sezon 2004/2005 i sezon 2005/2006 była druga w klasyfikacji muld podwójnych. Na podium zawodów Pucharu Świata stawała 67-krotnie, przy czym 37 razy wygrywała. Zwyciężała także w mistrzostwach Norwegii.

## Osiągnięcia

### Igrzyska olimpijskie
| Miejsce | Dzień     | Rok  | Miejscowość    | Konkurencja      | Zwyciężczyni         |
| ------- | --------- | ---- | -------------- | ---------------- | -------------------- |
| 14.     | 13 lutego | 1992 | Albertville    | Jazda po muldach | Stine Lise Hattestad |
| 3.      | 11 lutego | 1998 | Nagano         | Jazda po muldach | Tae Satoya           |
| 1.      | 9 lutego  | 2002 | Salt Lake City | Jazda po muldach | -                    |
| 2.      | 11 lutego | 2006 | Turyn          | Jazda po muldach | Jennifer Heil        |

### Mistrzostwa świata
| Miejsce | Dzień       | Rok  | Miejscowość          | Konkurencja      | Zwyciężczyni    |
| ------- | ----------- | ---- | -------------------- | ---------------- | --------------- |
| 17.     | 18 lutego   | 1995 | La Clusaz            | Jazda po muldach | Candice Gilg    |
| 5.      | 8 lutego    | 1997 | Iizuna               | Jazda po muldach | Candice Gilg    |
| 2.      | 10 marca    | 1999 | Meiringen            | Jazda po muldach | Ann Battelle    |
| 2.      | 14 marca    | 1999 | Meiringen            | Muldy podwójne   | Sandra Schmitt  |
| 1.      | 19 stycznia | 2001 | Whistler             | Jazda po muldach | -               |
| 1.      | 21 stycznia | 2001 | Whistler             | Muldy podwójne   | -               |
| 1.      | 31 stycznia | 2003 | Deer Valley          | Jazda po muldach | -               |
| 1.      | 1 lutego    | 2003 | Deer Valley          | Muldy podwójne   | -               |
| 15.     | 19 marca    | 2005 | Ruka                 | Jazda po muldach | Hannah Kearney  |
| 2.      | 20 marca    | 2005 | Ruka                 | Muldy podwójne   | Jennifer Heil   |
| 11.     | 9 marca     | 2007 | Madonna di Campiglio | Jazda po muldach | Kristi Richards |

### Puchar Świata

#### Miejsca w klasyfikacji generalnej
- sezon 1991/1992: 52.
- sezon 1993/1994: 74.
- sezon 1994/1995: 53.
- sezon 1995/1996: 22.
- sezon 1996/1997: 17.
- sezon 1997/1998: 13.
- sezon 1998/1999: 15.
- sezon 1999/2000: 7.
- sezon 2000/2001: 2.
- sezon 2001/2002: 1.
- sezon 2002/2003: 1.
- sezon 2003/2004: 1.
- sezon 2004/2005: 6.
- sezon 2005/2006: 5.

#### Miejsca na podium
1. Breckenridge – 19 stycznia 1996 (Jazda po muldach) – 3. miejsce
2. Mont Tremblant – 9 stycznia 1997 (Jazda po muldach) – 1. miejsce
3. Lake Placid – 12 stycznia 1997 (Jazda po muldach) – 3. miejsce
4. Lake Placid – 12 stycznia 1997 (Jazda po muldach) – 1. miejsce
5. Breckenridge – 24 stycznia 1997 (Jazda po muldach) – 2. miejsce
6. Kirchberg in Tirol – 21 lutego 1997 (Muldy podwójne) – 3. miejsce
7. Hasliberg – 28 lutego 1997 (Muldy podwójne) – 1. miejsce
8. Altenmarkt – 7 marca 1997 (Jazda po muldach) – 2. miejsce
9. La Plagne – 19 grudnia 1997 (Jazda po muldach) – 3. miejsce
10. La Plagne – 19 grudnia 1997 (Jazda po muldach) – 3. miejsce
11. Whistler Blackcomb – 24 stycznia 1998 (Jazda po muldach) – 3. miejsce
12. Hundfjället – 9 marca 1998 (Jazda po muldach) – 1. miejsce
13. Hundfjället – 9 marca 1998 (Jazda po muldach) – 3. miejsce
14. Hundfjället – 10 marca 1998 (Muldy podwójne) – 1. miejsce
15. Altenmarkt – 14 marca 1998 (Jazda po muldach) – 1. miejsce
16. Altenmarkt – 15 marca 1998 (Muldy podwójne) – 1. miejsce
17. Heavenly Valley – 23 stycznia 1999 (Jazda po muldach) – 2. miejsce
18. Whistler Blackcomb – 30 stycznia 1999 (Jazda po muldach) – 3. miejsce
19. Tandådalen – 27 listopada 1999 (Jazda po muldach) – 1. miejsce
20. Tandådalen – 27 listopada 1999 (Muldy podwójne) – 1. miejsce
21. Whistler Blackcomb – 5 grudnia 1999 (Jazda po muldach) – 1. miejsce
22. Mont Tremblant – 15 stycznia 2000 (Jazda po muldach) – 1. miejsce
23. Heavenly Valley – 22 stycznia 2000 (Jazda po muldach) – 3. miejsce
24. Livigno – 15 marca 2000 (Jazda po muldach) – 3. miejsce
25. Livigno – 16 marca 2000 (Muldy podwójne) – 3. miejsce
26. Tignes – 14 grudnia 2000 (Jazda po muldach) – 1. miejsce
27. Deer Valley – 7 stycznia 2001 (Jazda po muldach) – 2. miejsce
28. Mont Tremblant – 12 stycznia 2001 (Jazda po muldach) – 1. miejsce
29. Sunday River – 28 stycznia 2001 (Jazda po muldach) – 1. miejsce
30. Inawashiro – 3 lutego 2001 (Jazda po muldach) – 1. miejsce
31. Iizuna – 10 lutego 2001 (Muldy podwójne) – 3. miejsce
32. Iizuna – 11 lutego 2001 (Jazda po muldach) – 1. miejsce
33. Tignes – 1 grudnia 2001 (Jazda po muldach) – 1. miejsce
34. Steamboat Springs – 14 grudnia 2001 (Jazda po muldach) – 1. miejsce
35. Saint Lary – 11 stycznia 2002 (Jazda po muldach) – 1. miejsce
36. Saint Lary – 12 stycznia 2002 (Jazda po muldach) – 1. miejsce
37. Lake Placid – 19 stycznia 2002 (Jazda po muldach) – 1. miejsce
38. Whistler – 26 stycznia 2002 (Muldy podwójne) – 3. miejsce
39. Inawashiro – 3 marca 2002 (Jazda po muldach) – 2. miejsce
40. Ruka – 16 marca 2002 (Jazda po muldach) – 1. miejsce
41. Sauze d’Oulx – 7 grudnia 2002 (Jazda po muldach) – 1. miejsce
42. Madonna di Campiglio – 14 grudnia 2002 (Jazda po muldach) – 3. miejsce
43. Ruka – 19 grudnia 2002 (Jazda po muldach) – 1. miejsce
44. Steamboat Springs – 8 lutego 2003 (Jazda po muldach) – 1. miejsce
45. Inawashiro – 15 lutego 2003 (Jazda po muldach) – 1. miejsce
46. Madarao – 23 lutego 2003 (Jazda po muldach) – 3. miejsce
47. Voss – 1 marca 2003 (Jazda po muldach) – 3. miejsce
48. Voss – 2 marca 2003 (Muldy podwójne) – 1. miejsce
49. Ruka – 6 grudnia 2003 (Jazda po muldach) – 1. miejsce
50. Madonna di Campiglio – 20 grudnia 2003 (Jazda po muldach) – 1. miejsce
51. Deer Valley – 30 stycznia 2004 (Jazda po muldach) – 1. miejsce
52. Deer Valley – 31 stycznia 2004 (Muldy podwójne) – 1. miejsce
53. Inawashiro – 15 lutego 2004 (Muldy podwójne) – 3. miejsce
54. Špindlerův Mlýn – 29 lutego 2004 (Jazda po muldach) – 2. miejsce
55. Les Contamines – 8 marca 2004 (Halfpipe) – 3. miejsce
56. Bardonecchia – 13 marca 2004 (Halfpipe) – 3. miejsce
57. Sauze d’Oulx – 14 marca 2004 (Jazda po muldach) – 1. miejsce
58. Tignes – 16 grudnia 2004 (Jazda po muldach) – 2. miejsce
59. Fernie – 22 stycznia 2005 (Jazda po muldach) – 1. miejsce
60. Inawashiro – 6 lutego 2005 (Jazda po muldach) – 3. miejsce
61. Naeba – 11 lutego 2005 (Jazda po muldach) – 2. miejsce
62. Sauze d’Oulx – 18 lutego 2005 (Jazda po muldach) – 1. miejsce
63. Mont Gabriel – 7 stycznia 2006 (Jazda po muldach) – 1. miejsce
64. Lake Placid – 20 stycznia 2006 (Jazda po muldach) – 3. miejsce
65. Lake Placid – 22 stycznia 2006 (Jazda po muldach) – 1. miejsce
66. Špindlerův Mlýn – 4 lutego 2006 (Jazda po muldach) – 1. miejsce
67. Jisan – 1 marca 2006 (Jazda po muldach) – 2. miejsce

- W sumie 37 zwycięstw, 9 drugich i 21 trzecich miejsc.